# Kuliarchar
Kuliarchar (en bengali : কুলিয়ারচর) est une upazila du Bangladesh dans le district de Kishoreganj. En 1991, on y dénombrait 133 327 habitants.

## Histoire et géographie
Kuliarchar est située dans le district de Kishoreganj, couvrant une superficie de 104,01 km2, entre les latitudes 24°06' et 24°13' nord, et les longitudes 90°49' et 90°58' est. Elle est bordée par les upazilas de Bajitpur au nord, Belabo et Bhairab au sud, et Katiadi à l'ouest.

## Démographie
Selon le recensement de 2011, Kuliarchar compte une population totale de 182 236 habitants, dont 87 955 hommes et 94 281 femmes. La majorité de la population est musulmane (93,11 %), suivie par les hindous (6,82 %) et une minorité d'autres religions. La densité de population est d'environ 1 800 habitants par km2,. Le taux de littératie est de 44,64 %, légèrement inférieur à la moyenne nationale de 51,8 %.

## Administration
Kuliarchar est divisée en une municipalité et six union parishads : Chhaysuti, Faridpur, Gobaria Abdullahpur, Osmanpur, Ramdi, et Salua. La municipalité est subdivisée en 9 wards et 37 mahallas.

## Économie et infrastructures
L'économie de Kuliarchar repose principalement sur l'agriculture, le commerce de poissons et de jute, ainsi que sur l'industrie des chaussures. La région dispose également de routes pavées et semi-pavées, facilitant les transports et les communications.

## Éducation et santé
Kuliarchar possède plusieurs établissements éducatifs, dont un collège de niveau degree (Kuliarchar Government College), trois lycées, douze écoles primaires et une madrasa. Le complexe de santé Upazila et plusieurs cliniques communautaires fournissent des services de santé à la population locale.

## Patrimoine et culture
La région abrite plusieurs sites archéologiques et institutions religieuses, notamment la maison ancestrale de Maharaja Trailokyanath Chakravarty et la mosquée de Kuliarchar Bazar Jami. Kuliarchar a également une riche tradition de festivals et de foires, dont l'Austami Mela à Dumarkandha Bazar.